# 安養寺氏種
安養寺 氏種（あんようじ うじたね）は、戦国時代から江戸時代初期にかけての武将。浅井氏の家臣。

## 略歴
安養寺氏は近江国の土豪で、元は近江守護京極氏の被官であった。
安養寺三郎左衛門氏秀の子として誕生。主君・浅井長政と織田信長の妹であるお市の方との縁組の仲介役を務めたという説もあるが真偽は不明。浅井家滅亡後、京極高次に仕えた。
慶長11年（1606年）死去。